# 伯米吉鎮區 (明尼蘇達州貝爾特拉米縣)
伯米吉鎮區（英語：Bemidji Township）是位於美國明尼蘇達州貝爾特拉米縣的一個行政鎮區。

## 地方資料
伯米吉鎮區的面積為65.40平方千米，當中陸地面積為53.50平方千米，而水域面積為11.90平方千米。根據2020年美國人口普查的數據，當地共有人口2884人，而人口密度為每平方千米44.1人。